# Bralette
Een bralette is een soort eenvoudige beha in een lichte stof die geen voorgevormde cups met beugels heeft. Bralettes kunnen de vorm hebben van een kort topje met schouderbandjes of van twee driehoeken stof, schouderbandjes en een borstband (ook een triangelbeha genoemd). Een bralette bedekt de borsten, maar biedt bijna geen ondersteuning en wordt vaker gedragen door vrouwen met kleine borsten. Bralettes hebben vaak geen sluiting, maar zijn elastisch genoeg om over het hoofd, de schouders en de borsten getrokken te worden. Ze worden niet in behamaten geproduceerd, maar in doorsnee kledingmaten.
Hoewel de term 'bralette' in het Engels werd bedacht in de jaren 1950, is het ontwerp ouder: verschillende van de eerste beha's waren triangelbeha's avant la lettre. Sinds midden jaren 2010 zijn bralettes aan een opmars bezig, voornamelijk bij millennials en generatie Z.